# 少輻盾皮鮠
少輻盾皮鮠，為輻鰭魚綱鯰形目美鯰科的其中一種，為熱帶淡水魚。分布於南美洲巴西阿拉瓜亞河上游流域，棲息在底中層水域，體長可達2.9公分，最長可達3～4公分，成群活動，生活習性不明。

## 扩展阅读
維基物種上的相關：少輻盾皮鮠